# Louie McCarthy-Scarsbrook

a Compétitions nationales et continentales officielles uniquement.

b Matchs officiels uniquement.
Louie McCarthy-Scarsbrook, né le 14 janvier 1986 à Lewisham (Angleterre), est un joueur international anglais et international irlandais de rugby à XIII évoluant au poste de pilier, de troisième ligne ou de talonneur dans les années 2000 et 2010. Il fait ses débuts professionnels en Super League aux Harlequins Rugby League en 2006. Il y connaît ses deux uniques sélections en équipe d'Angleterre. Il s'engage en 2011 à St Helens où il y remporte la Super League en 2014. Il prend part également à la Coupe du monde 2017 sous les couleurs de l'Irlande.

## Palmarès
- Collectif :
  - Vainqueur de la Super League : 2014, 2019, 2020, 2021 et 2022 (St Helens).
  - Finaliste de la Super League : 2011 (St Helens).
  - Finaliste de la Challenge Cup : 2019 (St Helens).